# Podsavezna nogometna liga Peć 1961./62.
Podsavezna liga Peć je bila liga četvrtog stupnja nogometnog prvenstva Jugoslavije u sezoni 1961./62. 
 Sudjelovalo je 5 klubova, a prvak je bio "Železničar" iz Peći.  

## Ljestvica
| mj. | klub              | ut. | pob. | ner. | por. | gol+ | gol- | bod |
| --- | ----------------- | --- | ---- | ---- | ---- | ---- | ---- | --- |
| 1.  | Železničar Peć    | 8   | 7    | 0    | 1    | 39   | 12   | 14  |
| 2.  | Kožnjar Dečani    | 8   | 5    | 1    | 2    | 21   | 12   | 11  |
| 3.  | Đakovo (Đakovica) | 8   | 4    | 1    | 3    | 15   | 13   | 9   |
| 4.  | Jedinstvo Peć     | 8   | 2    | 0    | 6    | 9    | 29   | 4   |
| 5.  | Napredak Istok    | 8   | 1    | 0    | 7    | 7    | 25   | 2   |

## Rezultatska križaljka
| kratica | klub              | ĐAK | JED | KOŽ | NAP | ŽEL |
| --- | ----------------- | --- | --- | --- | --- | --- |
| ĐAK | Đakovo (Đakovica) |     |     |     |     |     |
| JED | Jedinstvo Peć     |     |     |     |     |     |
| KOŽ | Kožnjar Dečani    |     |     |     |     |     |
| NAP | Napredak Istok    |     |     |     |     |     |
| ŽEL | Železničar Peć    |     |     |     |     |     |
| |                   |     |     |     |     |     |
| podebljan rezultat - utakmice od 1. do 6. kola (1. utakmica između klubova) rezultat normalne debljine - utakmice od 6. do 10. kola (2. utakmica između klubova) rezultat nakošen - nije vidljiv redoslijed odigravanja međusobnih utakmica iz dostupnih izvora rezultat nakošen i smanjen * - iz dostupnih izvora nije uočljiv domaćin susreta prekrižen rezultat - poništena ili brisana utakmica p - utakmica prekinuta 3:0 p.f. / 0:3 p.f. - rezultat 3:0 bez borbe n.i. - nije igrano |                   |     |     |     |     |     |

 Izvori: 

## Unutrašnje poveznice
- Zonska liga AKMO 1961./62.
- Podsavezna liga Priština 1961./62.